# Institut Curie de Varsovie

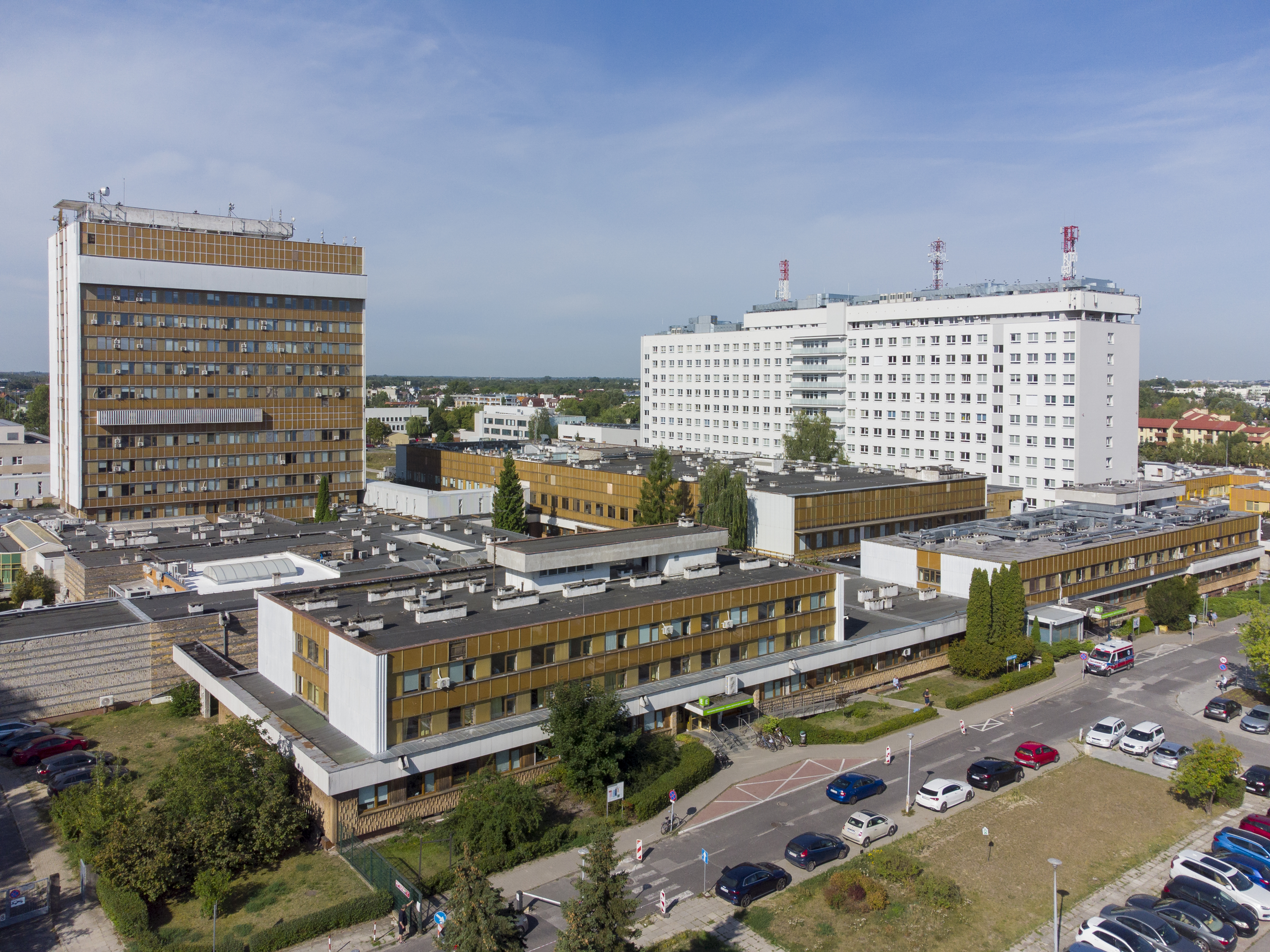
Les bâtiments du Centre d'Oncologie d'Ursynów à Varsovie

Centrum Onkologii – Instytut im. Marii Skłodowskiej-Curie w Warszawie (Centre d'Oncologie-Institut Marie Skłodowska-Curie) - institut d'oncologie à Varsovie anciennement l'Institut du Radium, fondée à l'initiative de Marie Curie en 1932.
L'Institut du Radium (Instytut Radowy) a été fondé le 29 mai 1932 à Varsovie sur l'initiative et à la demande de Marie Curie née Skłodowska. 
En 1951, l'Institut du Radium de Varsovie a fusionné avec l'Institut d'oncologie de Cracovie, fondé  en 1947, et l'Institut national anti-cancer de Gliwice, constituant ainsi l'Institut oncologique Marie Skłodowska-Curie, dont le siège est situé à Varsovie et  deux succursales l'une à Cracovie et l'autre à Gliwice. 
En 1984, à Varsovie, dans le quartier résidentiel d'Ursynów, grâce aux efforts du grand professeur polonais d'oncologie, le professeur Tadeusz Koszarowski, et à d'importants apports de fonds les premières salles de  l'Institut d'oncologie rebaptisé à cette occasion : Centre d'Oncologie-Institut Marie Skłodowska-Curie, sont ouvertes.
Ce Centre est l'institution d'oncologie la plus importante de Pologne.

## Sources
- Centrum Onkologii — Instytut im. Marii Skłodowskiej-Curie w Warszawie 1932-2002, (dir.) E. Towpik,  (ISBN 83-88681-15-X)